# Yuriko Mizuma
Yuriko Mizuma (jap. 水間 百合子, Mizuma Yuriko; * 22. Juli 1970 in der Präfektur Yamagata) ist eine ehemalige japanische Fußballspielerin.

## Karriere

### Verein
Sie begann ihre Karriere bei Urawa Motobuto Ladies FC. 1993 folgte dann der Wechsel zu Takarazuka Bunnys. 1995 beendete sie Spielerkarriere. 

### Nationalmannschaft
Im Jahr 1990 debütierte Mizuma für die japanischen Nationalmannschaft. Sie wurde in den Kader der Weltmeisterschaft der Frauen 1991 berufen. Insgesamt bestritt sie 22 Länderspiele für Japan.